# Stencil (lettertype)
Stencil is een schreeflettertype-familie ontworpen door Gerry Powell, Robert Hunter Middleton en Alexei Chekulaev.
Twee soorten van het lettertype werden binnen een maand na elkaar uitgebracht in 1937, waarvan één ontworpen voor American Type Founders (ATF), daar bekend onder de naam Stencil Bold.
In 1997 bracht Alexei Chekulaev een Cyrillische tekenset van het lettertype uit, genaamd Stencil Cyrillic Regular.
De tekenset kent geen kleine letters (onderkast). 
Het lettertype kenmerkt zich duidelijk door de losstaande lettercomponenten met gehoekte uiteinden en heel dikke stammen.
Toch is in het lettertype voorbeeldboek "Rookledge's Classic International Typefinder" de Stencil Bold (575) aanwezig met kleine letters, hoewel niet leverbaar door commerciële letteruitgeverijen.
Men ziet nog steeds deze letter vaak op dozen en kratten, alsof het met een sjabloon erop gespoten is.
Stencil wordt ook gewoonlijk gebruikt bij krijgsmachtachtige beeltenissen, bijvoorbeeld bij de tv-series M*A*S*H en The A-Team.